# كاسومكنت
كاسومكنت - ((بالروسية: Касумкѐнт)‏) اللغة الليزغينية: Кьасумхуьр هي قرية وإدارة ودائرة قتع في مقاطعة سليمان-ستالسكي في داغستان، روسيا. تقع على بعد 187 كيلومترا إلى جنوب محج قلعة عاصمة داغستان. وهي أكبر مناطق مقاطعة سليمان ستالسكي من حيث عدد السكان، إذ يبلغ عدد سكانها 120,000 نسمة وفقاً لتعداد السكان العام في روسيا عام 2002.

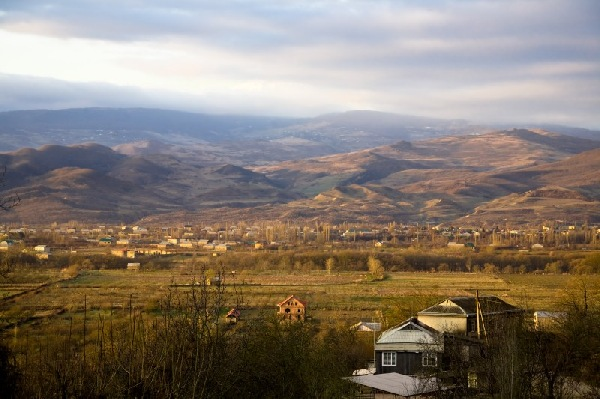
منظر بانورامي لمنطقة كاسومكنت

## الموقع
تقع القرية في الجزء الجنوبي الغربي من داغستان، إلى الشمال من نهر سامور الاستراتيجي، تحديداً بين نهري شيراغشاي وكوراه. وهي تقع على بعد 183 كم جنوب المركز الإداري ماخاتشكالا وعلى بعد 38 كيلومتراً من ديربنت.

## التاريخ
أسس القرية متسلق جبال اسمه «كاسوم». وذلك منذ بضع مئات من السنوات، حيث بنى منزلاً لنفسه على ضفة نهر تشيراغتشاس بين الشجار العالية. لاحقاً، بدأ الناس باستغلال الأراضي القريبة وانتقلوا إلى تلك المنطقة.
حسب التعداد السكاني الذي أجري في المنطقة عام 1886، كان عدد سكان القرية 116 منزلاً وعدد سكانها 623 نسمة، منهم 316 ذكور و307 إناث. 
قبل ثورة أكتوبر، كان في القرية مسجدان استخدما أيضاً كمدرسة يلتحق بها الطلاب لمدة عامين. وهي الآن من أكبر مراكز المقاطعات في الجمهورية.